# Scapheremaeus retestriatus
Scapheremaeus retestriatus är en kvalsterart som beskrevs av Wang 1998. Scapheremaeus retestriatus ingår i släktet Scapheremaeus och familjen Cymbaeremaeidae. Inga underarter finns listade i Catalogue of Life.